# 패스티
패스티(영어: Pasty/ˈpæsti/)는 데번에서 유래한 페이스트리이다. 일반적으로 고기와 야채와 같은 익히지 않은 소를 평평한 쇼트 크러스트 페이스트리 원의 절반에 놓고 페이스트리를 반으로 접어 소들을 반원으로 감싸고 구부러진 가장자리를 크림핑하여 굽기 전에 밀봉한다.
2011년부터 유럽에서 지리적 표시 보호 (PGI) 지위를 획득한 전통적인 콘월 패스티는 쇠고기, 얇게 썰거나 깍둑썰기 한 감자, 루타바가(노란색 순무 또는 루타 바가라고도 함-콘월에서는 순무라고 함) 및 양파, 소금과 후추로 양념하고 베이킹한 것이다. 오늘날 패스티는 콘월과 가장 관련이 있는 음식이다. 패스티는 콘월의 국가 요리로 간주되며 콘월 식량 경제의 6 %를 차지한다. 다양한 소를 가진 패스티가 만들어지며 일부 상점은 모든 종류의 패스티를 전문적으로 판매한다.
패스티의 기원은 불분명하지만 역사적 문서와 소설 전반에 걸쳐 많은 언급이 존재한다. 패스티는 콘월 전역의 콘월 광부와 선원의 확산으로 인해 전 세계적으로 인기가 있으며 호주, 멕시코, 미국, 얼스터 및 다른 곳에서 바리에이션을 찾을 수 있다.

## 같이 보기
- 페이스트리
- 콘월 요리

## 추가 자료
- The Cornish Pasty by Stephen Hall, Agre Books, Nettlecombe, UK, 2001 ISBN 0-9538000-4-0
- The Pasty Book by Hettie Merrick, Tor Mark, Redruth, UK, 1995 ISBN 978-0-85025-347-4
- Pasties by Lindsey Bareham, Mabecron Books, Plymouth, UK, 2008 ISBN 978-0-9532156-6-9
- English Food by Jane Grigson (revised by Sophie Grigson), Penguin Books, London, 1993, ISBN 0-14-027324-7